# Öskaret 1

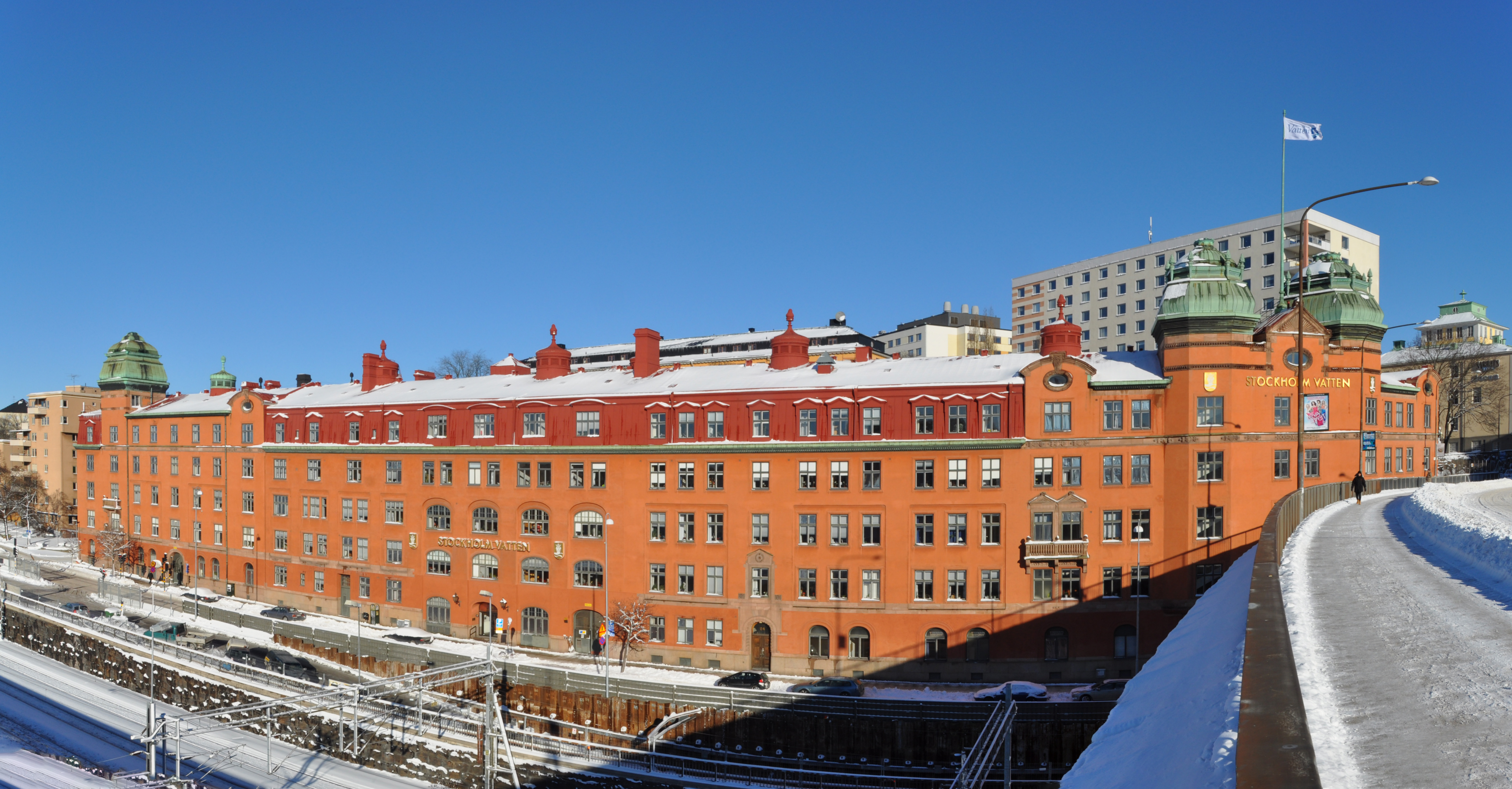
Stockholm Vattens byggnad.

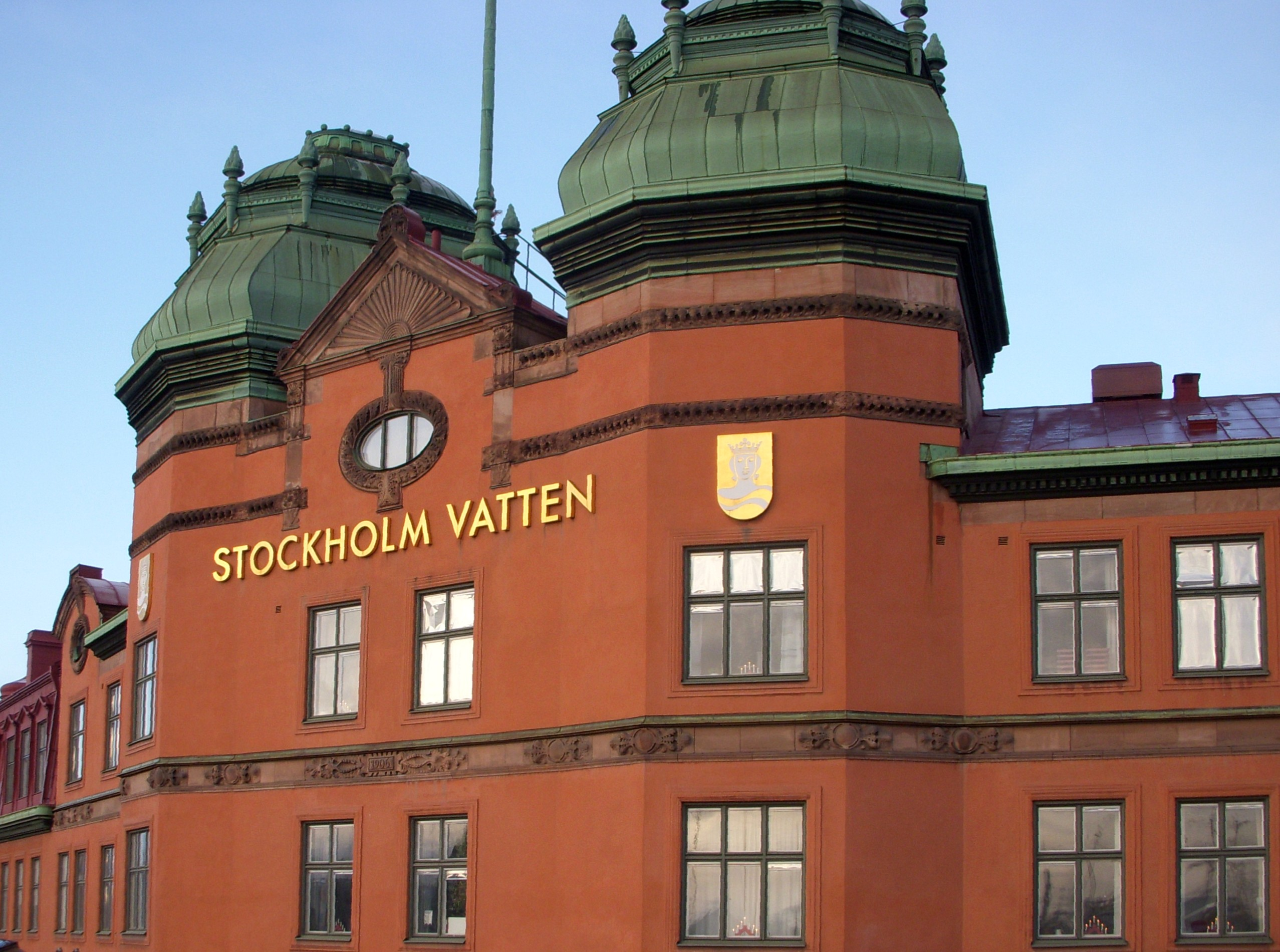
Stockholm Vattens skylt.

Öskaret 1 är en fastighet vid Torsgatan på Norrmalm i Stockholm. Byggnaden är ritad i jugend av Ferdinand Boberg och Gustaf de Frumerie och färdigställdes 1906 för Gas- och Vattenledningsverket, numera Stockholm Vatten och Avfall.
Stockholm Vatten lämnade byggnaden 2016, och fastigheten förvärvades av Castellum. I byggnaden finns sedan 2022 ett kontorshotell.